# Misumenoides proseni
Misumenoides proseni är en spindelart som beskrevs av Cândido Firmino de Mello-Leitão 1944. 
Misumenoides proseni ingår i släktet Misumenoides och familjen krabbspindlar. Inga underarter finns listade i Catalogue of Life.